# Vahur Aabrams
Vahur Aabrams (* 23. April 1975 in Tartu) ist ein estnischer Germanist und Übersetzer.

## Leben und Werk
Vahur Aabrams machte 1993 auf dem Hugo-Treffner-Gymnasium sein Abitur und studierte anschließend an der Universität Tartu deutsche Sprache und Literatur. 1999 machte er seinen Bachelor, 2007 seinen Master. Seine Magisterarbeit beschäftigte sich mit dem sogenannten „Halbdeutsch“, einer spezifischen Sonderliteratursprache im 18. und 19. Jahrhundert in den Ostseeprovinzen des Russischen Kaiserreichs.
In seiner wissenschaftlichen Tätigkeit liegt der Schwerpunkt auf der deutschen Literatur im Estland des 18. und 19. Jahrhunderts. Er hat lange Zeit federführend an der digitalen Textsammlung zur älteren Literatur in Estland mitgearbeitet. Einen weiteren Forschungsschwerpunkt bilden die Setukesen, eine ethnische Minderheit im Südosten Estlands. Ihrer Sprache und spezifischen Kultur hat Aabrams etliche Essays gewidmet, außerdem hat er gemeinsam mit Kollegen zahlreiche Bücher zu diesem Thema herausgegeben.
In seiner Übersetzungstätigkeit konzentriert sich Aabrams auf die niederländische Literatur, hat aber auch deutsche Klassiker wie Jakob Michael Reinhold Lenz und Günter Grass ins Estnische übersetzt. Seit 2020 veröffentlicht er sporadisch auch Kurzprosa.

## Auszeichnungen
- 2019 Babelpreis der estnischen Abteilung des Internationalen Kuratoriums für das Jugendbuch

## Bibliografie (Auswahl)

### Übersetzungen
- Anne Franki päevik. 12. Juni 1942 – 1. August 1944.  Tänapäev, Tallinn 2003. 348 S. (3. Aufl. 2019)
- J.M.R.L. / Jacob Michael Reinhold Lenz. Huma / Eesti Goethe-Selts, Tallinn 2003. 659 S.
- Harry Mulisch: Siegfried. Must idüll. Huma, Tallinn 2004. 159 S.
- Günter Grass: Minu aastasada. Tänapäev, Tallinn 2006. 357 S.
- Geert Kimpen: Kabalist. Päikesepillaja, Tallinn 2008. 313 S.
- Dimitri Verhulst: Kahju olnud asjadest. NyNorden, Tallinn 2015. 200 S.
- Toon Tellegen: Kõik on olemas. Lugusid oravast, sipelgast ja teistest loomadest. Aasta Raamat, Tallinn 2018. 207 S.
- Memlingist Rubensini. Flandria kuldne ajastu. Eesti Kunstimuuseum, Tallinn 2021. 87 S.
- Toon Tellegen: Orava sünnipäev ja teised lood.  Draakon & Kuu, Tallinn 2021. 93 S.
- Sanne Rooseboom: Lahenduste ministeerium. Avita, Tallinn 2022. 175 S.

### Herausgaben und Wissenschaftliche Beiträge
- „Mehr nurrige Gesicht“. Vier Gedichte in estnischem Halbdeutsch aus einer karnevalesken Umbruchzeit. MA-Arbeit, Universität Tartu 2007
- Raasakõisi Setomaalt. Setomaa Jakob Hurda silmi läbi aastagil 1886 ja 1903. Kommentaarõga välläannõq Paul Hagu, Vahur Aabrams. Seto Instituut / Eesti Kirjandusmuuseum, Värska 2013. 263 S.
- Seto naisi elolaulu’. Antologia. Kokko säädnü’ [ja toimõndanu’] Andreas Kalkun ja Vahur Aabrams. Seto Instituut, Värska 2014. 309 S.
- (Herausgabe gemeinsam mit Liina Lukas und Susanna Rennik:) Nõmmeroosike. Goethe luule eesti keeles. Tartu Ülikooli Kirjastus, Tartu 2021. 775 S.
- (Mitautor:) Balti kirjakultuuri ajalugu I. Koostanud Liina Lukas. Tartu Ülikooli Kirjastus, Tartu 2021. 304 S.

### Kurzgeschichten
- Siinpool müüri, in: Looming 12/2020, S. 1702–1705.
- Kassi keelitamine, in: Looming 12/2021, S. 1644–1649.
- Ületalvelaulud, in: Looming 5/2022, S. 590–598.